# کونومارکس ایرانی
کونومارکس ایرانی (نام علمی: Conomurex persicus) نام یک گونه از رده شکم‌پایان است.